# Antidesma bunius
Il bignay (Antidesma bunius) è una pianta selvatica che cresce nelle foreste pluviali e in quelle semi-sempreverdi dei tropici. È diffusa nelle regioni dell'Himalaya fino a Ceylon e nel nord dell'Australia.
La pianta ha un'altezza che spazia dai 3 ai 12 metri di altezza, presenta foglie lunghe e luminose di 15 centimetri e piccoli fiori verdi. I suoi frutti, simili ai ribes, sono commestibili, ma se mangiati in quantità eccessive hanno effetti lassativi.